# United Airways (Bangladesh)
United Airways era una aerolínea en Bangladés que atendía el mercado doméstico. La compañía fue fundada en 2005 y comenzó a volar el 10 de julio de 2007 con su primer avión, un Dash 8-100, adquirido de Island Air. Terminó de operar el 24 de septiembre de 2014 debido a problemas financieros y la competencia que presentaban otras aerolíneas del país.

## Destinos
United Airways daba servicio a las siguientes ciudades durante diferentes períodos de su historia:
Arabia Saudita
- Yida (Aeropuerto Internacional Rey Abdulaziz)

Bangladés
- Barisal (Aeropuerto de Barisal)
- Chittagong (Aeropuerto Internacional Shah Amanat)
- Cox's Bazar (Aeropuerto de Cox's Bazar)
- Daca (Aeropuerto Internacional Zia)
- Ishwardi (Aeropuerto de Ishwardi)
- Jessore (Aeropuerto de Jessore)
- Rajshahi (Aeropuerto Shah Makhdum)
- Saidpur (Aeropuerto de Saidpur)
- Sylhet (Aeropuerto Internacional Osmani)

Catar
- Doha (Aeropuerto Internacional Hamad)

Emiratos Árabes Unidos
- Dubái (Aeropuerto Internacional de Dubái)

India
- Calcuta (Aeropuerto Internacional Netaji Subhash Chandra Bose)

Malasia
- Kuala Lumpur (Aeropuerto Internacional de Kuala Lumpur)

Nepal
- Katmandú (Aeropuerto Internacional Tribhuvan)

Omán
- Mascate (Aeropuerto Internacional de Mascate)

Pakistán
- Karachi (Aeropuerto Internacional de Karachi)

Reino Unido
- Londres (Aeropuerto de Londres-Gatwick)

Singapur
- Singapur (Aeropuerto Internacional de Singapur)

Tailandia
- Bangkok (Aeropuerto Internacional Suvarnabhumi)

## Flota
La flota de United Airways incluía los siguientes aviones cuando la aerolínea cesó operaciones:
- 2 Airbus A310-300
- 3 ATR 72-200
- 1 Bombardier Dash 8-103
- 5 McDonnell Douglas MD-83